# Acropyga fuhrmanni
Acropyga fuhrmanni is een mierensoort uit de onderfamilie van de schubmieren (Formicinae). De wetenschappelijke naam van de soort is voor het eerst geldig gepubliceerd in 1914 door Forel.